# David Zabriskie
David Zabriskie (Salt Lake City, 12 de janeiro de 1979) é um ciclista profissional estadunidense que participa em competições de ciclismo de estrada. Destaca-se em provas contra o relógio, já tendo vencido uma etapa na Volta da França, uma no Giro da Itália e uma na Volta da Espanha.